# Dulce Beatriz
Pour les articles homonymes, voir Beatriz.
Dulce Beatriz, née Dulce Hernández Moreno de Ayala le 17 mars 1931 à La Havane et morte le 19 octobre 2021 à Miami, est une artiste cubaine, connue pour ses peintures de style impressionniste.

## Biographie
Dulce Beatriz est née le 17 mars 1931 à La Havane .
En 1955, Dulce Beatriz est diplômée de « Summa Laude » au sein de l'École nationale des beaux-arts de San Alejandro située à La Havane et elle obtient une bourse pour étudier à l’étranger.
Elle se marie avec Leonardo Beatriz en 1959 et le couple s'installe en Floride aux États-Unis l'année suivante.

## Exposition dans les musées
Les œuvres de Dulce Beatriz sont présentes dans plusieurs musées dont le Dayton Art Institute.